# Långmossatärnen
Långmossatärnen är en sjö i Laxå kommun i Västergötland och ingår i Motala ströms huvudavrinningsområde. Sjöns area är 0,006 kvadratkilometer och den befinner sig 184 meter över havet.